# Attaques chimiques d'Adra et Douma du 5 août 2013
Ne doit pas être confondu avec Massacre de la Ghouta ou Attaque chimique de Douma.
Des attaques chimiques sur Adra et Douma du 5 août 2013 sont rapportées le jour même par les équipes médicales, des habitants et des militants de l'opposition. Ces derniers imputent l'attaque au régime syrien de Bachar el-Assad. Cette attaque chimique, qui fait entre 400 et 450 blessés, essentiellement civils, est peu médiatisée, bien que la plus importante jusqu'alors.  
En mars 2021, elle fait l'objet d'une plainte pour crimes de guerre et crimes contre l'humanité, déposée en France par plusieurs ONG de défense des droits humains.

## Déroulement
Le 5 août 2013, les équipes médicales, des habitants et militants de l'opposition affirment que des attaques chimiques ont eu lieu au petit matin sur Adra et Douma, deux villes de la banlieue de Damas, et imputent l'attaque au régime syrien,.   
Selon Human Rights Watch, des films montrent ce qui semble être les restes d'une roquette de 330 mm modifiée pour porter des armes chimiques, à Adra. L'ONG ne peut pas confirmer les allégations selon lesquelles les forces gouvernementales syriennes étaient responsables de l'attaque du 5 août à Adra, les vidéos montrent les restes de modification pour l'envoi d'armes chimiques de la roquette de 330 mm, ainsi que des animaux morts et mourants à proximité, sans blessure apparente et montrant des signes d'exposition à un agent neurotoxique. L'ONG ajoute cependant que les seules attaques documentées utilisant ce système de roquette de 330 mm en Syrie ont été ciblées sur des zones contrôlées par l'opposition, et que « le gouvernement syrien est connu pour posséder le système de lancement de roquettes iranien Falaq-2 333 mm ».  
Selon les militants d'opposition, c'est la première fois que le régime cible de manière plus évidente directement les civils, et non pas les fronts ou les avant-postes de l'opposition armée. La Ghouta, et en particulier Adra le 24 mars 2013, est régulièrement visée par des armes chimiques auparavant, mais si des civils sont également touchés, les attaques sont plus proches des lignes de fronts.  
Le déroulement de cette attaque, est selon les ONG de défense des droits humains, classique : des missiles spécifiques qui contiennent des agents neurotoxiques sont « lancés la nuit ou à l’aube parce que les températures sont plus froides », ce qui permet aux gaz, plus lourds que l'air, de rester concentrés et de pénétrer dans les habitations et abris. Et dans un deuxième temps, après les attaques chimiques en tant que telles, « qui poussent les habitants à se réfugier sur les toits des immeubles pour échapper à l’asphyxie », intervient le pilonnage aérien « quasi-systématique des toits sur lesquels se sont réfugiés ces mêmes survivants ». 

## Bilan humain et conséquences
L'attaque sur Adra et Douma aurait fait au moins 450 victimes (blessés) selon les ONG ; 400 ont été répertoriées par le Centre de documentation des violations (VDC), principalement des civils.
Les services de secours, dont le Croissant-Rouge arabe syrien, interrogent des victimes sur leurs symptômes et les publient, pour essayer de déterminer de quel agent chimique il s'agit. Selon la Syrian American Medical Society (SAMS), l'attaque de Douma constitue alors « la plus grande attaque chimique en Syrie à ce jour », avec plus de 400 personnes ayant nécessité un traitement pour les symptômes d'une exposition à des agents chimiques. 
Les principaux symptômes décrits par l'équipe médicale sont : essoufflement, vision floue, sécrétions bronchiques instinctives, pupilles rétractées et baisse du pouls. Des habitants décrivent également une sensation de fatigue, nausée, détresse respiratoire, brûlures aux yeux ainsi que des pertes de connaissance. 
C'est cette attaque, décrite par la SAMS comme « un aperçu du cauchemar qui ne se produirait que 16 jours plus tard », qui a décidé l'organisation médicale à intensifier la  préparation pour répondre en cas d'« attaque chimique majeure contre des civils », comme la mise en place de centres de décontamination dans la Ghouta orientale et à Deraa, chercher à fournir des EPI (équipements de protection individuelle) pour le personnel médical. Cependant, « avant que les tentes ne soient construites ou que l'équipement n'ait été rassemblé », le massacre de la Ghouta au sarin s'est produit,.
Le journal Enab Baladi publie l'interview d'un médecin chargé de superviser les cas à l'hôpital de Douma, indiquant qu'il ne pouvait déterminer le type exact de gaz utilisé lors de l'attaque, l'hôpital n'ayant pas les outils ni la capacité pour mener les analyses nécessaires. Il ajoute que le régime utilise souvent du sarin, que les symptômes des victimes correspondent à des cas d'inhalation de sarin et que le régime a utilisé du gaz chimique au moins 15 fois dans cette région de la banlieue de Damas, le Rif Dimachq.

## Justice
Le 1er mars 2021, plusieurs ONG dont le Syrian Center for Media and Freedom of Expression, (Centre syrien pour les médias et la liberté d'expression, SCM), le Centre de documentation des Violations (VDC), Open Society Justice Initiative et Syrian Archive déposent une plainte à Paris pour crimes de guerre et crimes contre l'humanité,.  
Cette plainte est déposée au nom de la compétence universelle. Une plainte similaire a été déposée en Allemagne en octobre 2020, la Cour Pénale Internationale (CPI) ne pouvant être saisie. En effet, la Syrie n'étant pas membre de la CPI, elle ne peut être saisie que par le Conseil de sécurité des Nations unies, mais les demandes de saisie sont systématiquement bloquées par un veto de la Russie. Un rescapé binational franco-syrien fait partie des victimes s'étant constitué partie civile,. 
La plainte est basée sur des témoignages (de responsables militaires ayant fait défection et de rescapés) et sur des documents établissant, selon les ONG, la chaîne de commandement, jusqu’aux responsables militaires et politiques.« Cela ne fait aucun doute que les responsabilités remontent jusqu’aux plus hauts cercles du régime syrien » pour Fritz Streiff, conseiller juridique du SCM. Selon les avocats à l'origine de la plainte, les ONG ont « réussi à caractériser l’existence d’attaques systématiques et généralisées contre la population civile en exécution d’un plan concerté ». C'est cette pratique systématique et généralisée qui en fait le critère d’un crime contre l’humanité,,. 